# Петрили Басо (Терамо)
Петрили Басо (итал. Petrilli Basso) је насеље у Италији у округу Терамо, региону Абруцо.
Према процени из 2011. у насељу је живело 16 становника. Насеље се налази на надморској висини од 400 м.